# بوسی (آیووا)
بوسی (به انگلیسی: Bussey) شهری در ایالت آیووا کشور ایالات متحده آمریکا است که جمعیت آن در سرشماری سال ۲۰۱۰ میلادی، ۴۲۲ نفر بوده‌است.